# All die schönen Versprechungen
All die schönen Versprechungen (Originaltitel: Toutes ces belles promesses) ist ein französisches Filmdrama aus dem Jahr 2003 frei nach dem Roman Chanson d’amour von Anne Wiazemsky unter der Regie von Jean-Paul Civeyrac.

## Handlung
Die junge Cellistin Marianne steht zu ihrer Sensibilität und ihrem Bedürfnis nach Liebe. Ihre Beziehung mit dem Geiger Etienne, einem Orchesterkollegen, steckt voller Komplikationen. Die Beziehungsprobleme gehen Marianne so unter die Haut, dass sie latent depressiv wird. Sie versucht, sich zurückzuziehen, wobei die Erinnerungen an ihre verstorbenen Eltern, die ihr immer wieder erscheinen, eine zusätzliche Belastung darstellen. Halt findet sie bei der einstigen Geliebten ihres Vaters, Béatrice, und Ghislaine dem Kindermädchen.

## Kritiken
Das Lexikon des internationalen Films meinte: „Ein von vielen Rückblenden strukturierter Film, der dialoglastig über Liebe und deren Verlust sinnt und nach Wegen forscht, den Schmerz hinter sich zu lassen. Trotz des ausgeprägten Stilwillens und guter Darsteller letztlich nicht ganz überzeugend.“

## Auszeichnungen
Der Film erhielt 2003 den Prix Jean Vigo.